# Jean de Sauteval
Pour les articles homonymes, voir Morisot.
 (avril 2022).
La mise en forme du texte ne suit pas les recommandations de Wikipédia : il faut le « wikifier ».
Les points d'amélioration suivants sont les cas les plus fréquents :
- Les titres sont pré-formatés par le logiciel. Ils ne sont ni en capitales, ni en gras.
- Le texte ne doit pas être écrit en capitales (les noms de famille non plus), ni en gras, ni en italique, ni en « petit »…
- Le gras n'est utilisé que pour surligner le titre de l'article dans l'introduction, une seule fois.
- L'italique est rarement utilisé : mots en langue étrangère, titres d'œuvres, noms de bateaux, etc.
- Les citations ne sont pas en italique mais en corps de texte normal. Elles sont entourées par des guillemets français : « et ».
- Les listes à puces sont à éviter, des paragraphes rédigés étant largement préférés. Les tableaux sont à réserver à la présentation de données structurées (résultats, etc.).
- Les appels de note de bas de page (petits chiffres en exposant, introduits par l'outil «  Source ») sont à placer entre la fin de phrase et le point final[comme ça].
- Les liens internes (vers d'autres articles de Wikipédia) sont à choisir avec parcimonie. Créez des liens vers des articles approfondissant le sujet. Les termes génériques sans rapport avec le sujet sont à éviter, ainsi que les répétitions de liens vers un même terme.
- Les liens externes sont à placer uniquement dans une section « Liens externes », à la fin de l'article. Ces liens sont à choisir avec parcimonie suivant les règles définies. Si un lien sert de source à l'article, son insertion dans le texte est à faire par les notes de bas de page.
- La présentation des références doit suivre les conventions bibliographiques. Il est recommandé d'utiliser les modèles {{Ouvrage}}, {{Chapitre}}, {{Article}}, {{Lien web}} et/ou {{Bibliographie}}. Le mode d'édition visuel peut mettre en forme automatiquement les références.
- Insérer une infobox (cadre d'informations à droite) n'est pas obligatoire pour parachever la mise en page.

Pour une aide détaillée, merci de consulter Aide:Wikification.
Si vous pensez que ces points ont été résolus, vous pouvez retirer ce bandeau et améliorer la mise en forme d'un autre article.
Jean de Sauteval, né Jean Morisot le 19 mars 1899 à Vaux-sur-Blaise en Champagne et mort le 4 novembre 1967, est un illustrateur d’œuvres érotiques et officiellement médecin, dentiste stomatologue,.

## Biographie
Jean de Sauteval s'amuse à la caricature dès son enfance. Vers l’âge de 20 vingt ans, il développe ses capacités artistiques en dessinant des fresques dans des lieux publics et en illustrant les chansons paillardes de la salle de garde des internes en médecine. Après sa collaboration à la publicité et à la presse comme directeur artistique, il reçoit l’ordre des Palmes Académiques dans le cadre de ses études universitaires.
En 1925, il sort diplômé en médecine, et en stomatologie l’année suivante. Il pousse son talent jusqu'à illustrer sa thèse.
Sa passion pour le dessin lui permet de publier chaque semaine des caricatures dans les revues professionnelles.
Il se marie avec Lily Morisot qui deviendra son égérie dans de nombreux dessins.
Il fréquente alors d'autres artistes peintres reconnus dans l'illustration comme André Collot, André Dignimont, Sylvain Sauvage ou Joseph Hémard.   
S’en suivra un service militaire au Maroc, dont le poste avancé d’Ito se souvient encore de ses fresques.
De retour à paris, outre son travail de professeur stomato à la Faculté et expert près des Tribunaux, il devient dessinateur professionnel pour les professeurs du Val de Grace.
1930 marque la création de son ex-libris, « Le phallus-artiste ».
En 1939, l'artiste Tsugouharu Foujita collabore à son œuvre en lui dessinant un ex-libris et deux portraits de sa femme. 
Après la guerre, il s’installe au 40 rue Godot de Maurois dans le 9ème à Paris et acquiert une maison à Chessy par Montevrain, à l’emplacement de Disneyland Paris. Il y fonde la « Compagnie fermière des céramiques d’art de Chessy » dont il expose les œuvres au salon des Médecins. Il continue à illustrer des œuvres en parallèle de son travail.
Il développe son réseau avec de grands collectionneurs comme Albert Collart à Bruxelles en Belgique, et d'autres à Pescara en Italie, à Kitzingen en Allemagne ou à Brooklyn aux USA.  
En 1953, il reçoit la légion d’honneur. D’une personnalité brillante et caustique, il excelle aussi bien dans son activité de chirurgien que dans son art pictural.
De 1954 à 1958, il dessine une quantité importante d’ex-libris. En particulier pour l’Association Belge des Collectionneurs et Dessinateurs d’Ex-libris (ABCDE).
Il collabore à des ex-libris espagnols sous le nom de Juan de Saltavalle et apparaît dans des publications italiennes ainsi que pour des illustrations du néerlandais Johan Schwencke.
À partir de 1963, sa santé se dégrade. Après la paralysie de plusieurs membres, il meurt le 4 novembre 1967.
En 1986, Lily Morisot, sa fidèle épouse, vend la collection d'ex-libris à Anvers en Belgique.
Depuis, les œuvres de Jean de Sauteval se retrouvent régulièrement dans de nombreuses ventes aux enchères et apparaissent dans des blogs de collectionneurs,.

## Style
Son style graphique représente des corps de femmes, d'hommes et d'animaux mythologiques ou réels de façon très réaliste. Les thèmes tournent presque toujours autour des plaisirs, des fantasmes et des perversions sexuelles de l'époque. Le phallus est souvent caricaturé de mille et une manières.
Le faune et le satyre apparaissent de manière récurrente dans de nombreux dessins.
Les techniques qu'il utilise sont souvent des gravures à l'eau forte et au vernis mou, imprimées à l'aquatinte ou à la zincographie. Le résultat donne toujours beaucoup de finesse dans les traits dominés par l'encre noire.